# Projektanci
Projektanci – polska grupa muzyczna wykonująca hip-hop. Powstała w 1999 roku w Szczecinie z inicjatywy Głowy i Maślaka. Wkrótce potem skład uzupełnił Klema. Na początku 2000 roku w szczecińskim studiu Kakadu formacja podjęła się nagrań debiutanckiego albumu studyjnego. Zarejestrowany materiał nie został jednak wydany.
W latach późniejszych skład opuścił Maślak, którego zastąpił Rymek. W odnowionym składzie w studiu Dobrzewiesz został nagrany pierwszy album zespołu pt. Mamy to we krwi!. Realizacji nagrań podjął się Webber, który także zmiksował płytę. Z kolei mastering wykonał duet producencki WhiteHouse. Wydawnictwo ukazało się 17 października 2005 roku nakładem wytwórni muzycznej T1-Teraz.
W 29 lutego 2008 roku ukazał się drugi album grupy pt. Braterstwo krwi. Gościnnie na płycie wystąpili m.in. Sokół, Łona i zespół Płomień 81. Natomiast producentami nagrań byli O.S.T.R., DJ Twister, Zeus, Snack i SZW.
Od 2008 roku brak jest doniesień o działalności zespołu.

## Dyskografia
Albumy
- Mamy to we krwi! (2005, T1-Teraz)
- Braterstwo krwi (2008, nielegal)

Ścieżki dźwiękowe
- Klatka (2001, T1-Teraz, utwór "Ściany")[4]

## Filmografia
- "Kozackie klimaty" (2005, realizacja: ZKF Skandal)[5][6][7]